# Cladocerotis optabilis
Cladocerotis optabilis là một loài bướm đêm trong họ Noctuidae.